# Tivoli (Grenada)
Tivoli (700 abitanti nel 2006) è una città di Grenada. Ancorché tagliata in due dal confine tra  la Parrocchia di Saint Andrew e quella di Saint Patrick, appartiene amministrativamente alla prima.
Le è stato dedicato un cratere su Marte.